# کارل فردریک
کارل فردریک (به انگلیسی: Karl Frederick) ورزشکار مرد رشتهٔ ورزش تیراندازی اهل کشور ایالات متحده آمریکا است. وی در بین سال‌های ‎۱۹۲۰ میلادی در مسابقات بازی‌های المپیک تابستانی در مجموع ۳ مدال طلا را کسب کرد.